# Bükkszék
Bükkszék es un pequeño pueblo del norte de Hungría, cerca de la ciudad de Eger. Se encuentra en el distrito de Pétervására, en el condado de Heves. El pueblo se hizo famoso gracias a sus aguas termales de Salvus a mediados del siglo XX.

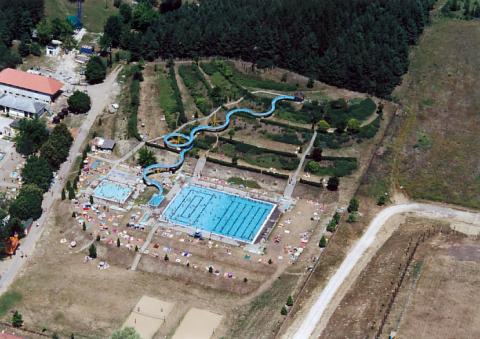
Balneario de Bükkszék - vista aérea